# Lorenzago di Cadore
Lorenzago di Cadore là một đô thị ở tỉnh Belluno trong vùng Veneto, có vị trí cách khoảng 120 km về phía bắc của Venice và khoảng 45 km về phía đông bắc của Belluno. Tại thời điểm ngày 31 tháng 12 năm 2004, đô thị này có dân số 600 và diện tích 27,7 km².
Lorenzago di Cadore giáp các đô thị: Domegge di Cadore, Forni di Sopra, Lozzo di Cadore, Vigo di Cadore.